# Armadillo albipes
Armadillo albipes là một loài chân đều trong họ Armadillidae. Loài này được Dollfus miêu tả khoa học năm 1907.